# 青春雷锋
青春雷锋（英語：Youthful Days），（又名《雷锋的美丽年华》），是由谭仲池和彭海燕共同创作的小说《雷锋》改编而成，该片描述雷锋的成长经历。

## 票房争议
《青春雷锋》上映后，有媒体称该电影在南京出现零票房现象，而导演刘一君称该报道不实，称电影播映了四场有90个人观看。